# Paleókastro (Arcadie)
Paleókastro (grec moderne : Παλαιόκαστρο) est une localité située dans le dème de Mégalopolis, dans le district régional d'Arcadie, dans la périphérie du Péloponnèse, en Grèce.
Selon le recensement de 2021, elle compte 8 habitants.